# Дамбуриле (Клуж)
Дамбуриле (рум. Dâmburile) насеље је у Румунији у округу Клуж у општини Суату. Oпштина се налази на надморској висини од 442 m.

## Становништво
Према подацима из 2002. године у насељу је живело 84 становника.

### Попис2002.
| Расподела становништва по националности 2002.‍ | Расподела становништва по националности 2002.‍ | Расподела становништва по националности 2002.‍ | Расподела становништва по националности 2002.‍ | Расподела становништва по националности 2002.‍ |
| --------------------------------------------- | --------------------------------------------- | --------------------------------------------- | --------------------------------------------- | --------------------------------------------- |
|                                               |                                               |                                               |                                               |                                               |
| Румуни                                        | Румуни                                        |                                               | 8                                             | 9,5%                                          |
| Мађари                                        | Мађари                                        |                                               | 76                                            | 90,5%                                         |